# Fatutaka
Wyspa Fatutaka (Fatu Taka) – mała wysepka w archipelagu Santa Cruz na Oceanie Spokojnym. Administracyjnie część państwa Wyspy Salomona, prowincji Temotu.